# Alt-Hanauer Hospital

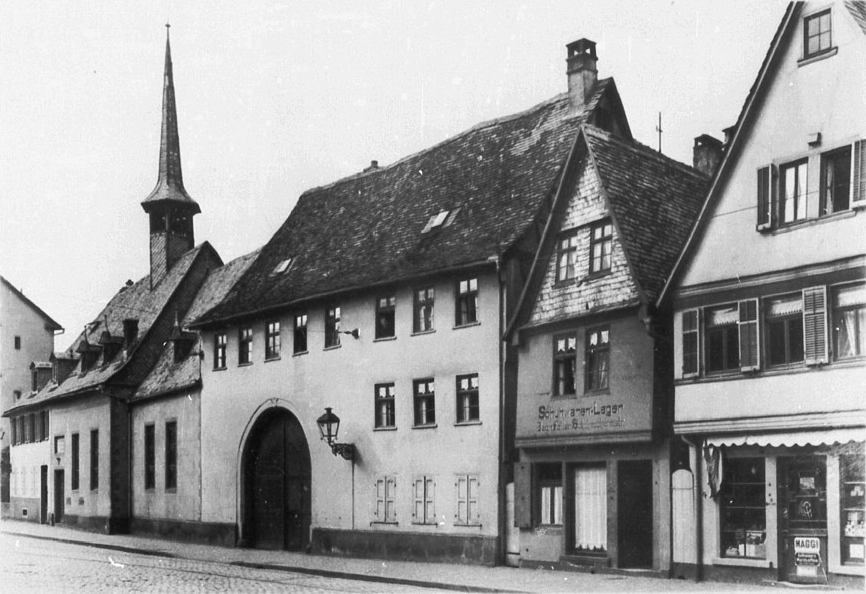
Blick von der Hospitalstraße auf die Hospitalgebäude nach Westen

Das Alt-Hanauer Hospital war eine mittelalterliche Versorgungseinrichtung für Bedürftige in der Stadt Hanau.

## Geschichte
Erster Standort des Hospitals war die Marktgasse, nahe dem Kinzdorfer Tor. Im Zuge der ersten Stadterweiterung, der Vorstadt, die im 15. Jahrhundert begann, erhielt es 1501–1505 unter der Regierung des Grafen Reinhard IV. von Hanau-Münzenberg dort einen Neubau. Der Schlussstein über dem Tor des neuen Hospitals wies auf die Einweihung an Quasimodogeniti 1505 hin. Nachdem im 16. Jahrhundert eine Renaissance-Befestigung um Hanau herum angelegt wurde, kamen die Vorstadt und mit ihr das Hospital innerhalb des Mauerrings zu liegen. Die Hospitalstraße in der Vorstadt erhielt von ihm seinen Namen.
Das Hospital finanzierte seine Arbeit aus Spenden und Stiftungen. Zu seinen Aufgaben gehörte – neben der bereits genannten Kranken- und Altenpflege – auch die Armenpflege.
Die Gebäude des Alt-Hanauer Hospitals standen bis in den Zweiten Weltkrieg, als sie zusammen mit fast der gesamten Innenstadt Luftangriffen zum Opfer fielen. Die verbliebene Vermögensmasse besteht als „Stiftung Althanauer Hospital“ weiter, deren Aufgabe es seit 1965 ist, Wohnungen für ältere Menschen zur Verfügung zu stellen. Die Stiftung trägt heute 195 sozialgebundene, altengerechten Wohnungen. Die Leitung der Stiftung wird, wie historisch überkommen, gemeinsam vom Magistrat der Stadt Hanau und den beiden aus der Altstadt hervorgegangenen evangelischen Kirchengemeinden, der Marien- und der Johanneskirchengemeinde, wahrgenommen.
Nach der Gründung der Neustadt Hanau errichteten deren Bürger ein eigenes Hospital. Zuletzt befand sich dieses in der Leimenstraße. Daraus entstand das heutige Klinikum Hanau.

## Kapelle
Das Hospital hatte neben den Räumen zur Kranken- und Altenpflege eine eigene Kapelle, die dem Heiligen Geist geweiht war. Sie war nach der Marienkirche und der dem heiligen Martin geweihten Kapelle in der Burg der dritte Gottesdienstraum der Stadt. Dieser wurde nach 1809 der kleinen römisch-katholischen Gemeinde Hanaus zur Verfügung gestellt, die vorher nur einen kleinen Betsaal in der Gärtnerstraße hatte. Ob sie die Hospitalkirche aber genutzt hat, scheint zweifelhaft, da der römisch-katholische Gottesdienst auch 1811 noch in der Gärtnerstraße stattfand.